# Trka u nuklearnom naoružanju
Trka u nuklearnom naoružanju je bila trka u naoružanju za prevlast u nuklearnom ratu između Sjedinjenih Država, Sovjetskog Saveza i njihovih saveznika tokom Hladnog rata. Tokom ovog istog perioda, pored američkih i sovjetskih nuklearnih zaliha, druge zemlje su razvile nuklearno oružje, iako se nijedna druga zemlja nije bavila proizvodnjom bojevih glava u približno istom obimu kao dve supersile.

## Drugi svetski rat
Prvo nuklearno oružje stvorile su Sjedinjene Američke Države tokom Drugog svetskog rata i razvijeno je za upotrebu protiv sila Osovine. Naučnici Sovjetskog Saveza su bili svesni potencijala nuklearnog oružja i takođe su sprovodili istraživanja na terenu.
Sovjetski Savez nije bio zvanično obavešten o Projektu Menhetn sve dok Staljina na Potsdamskoj konferenciji 24. jula 1945. godine nije obavestio američki predsednik Hari S. Truman, osam dana nakon prvog uspešnog testiranja nuklearnog oružja. Uprkos njihovom ratnom vojnom savezu, Sjedinjene Države i Britanija nisu imale dovoljno poverenja u Sovjete da sačuvaju znanje o Projektu Menhetn od nemačkih špijuna; takođe je postojala zabrinutost da će, kao saveznik, Sovjetski Savez tražiti i očekivati da dobije tehničke detalje o novom oružju.
Kada je predsednik Truman obavestio Staljina o oružju, bio je iznenađen koliko je Staljin mirno reagovao na vest i pomislio da Staljin nije razumeo šta mu je rečeno. Drugi članovi delegacija Sjedinjenih Država i Velike Britanije koji su pažljivo posmatrali razmenu doneli su isti zaključak.
U stvarnosti, Staljin je dugo bio svestan programa, uprkos tome što je projekat Menhetn imao tako visoku tajnu klasifikaciju da, čak i kao potpredsednik, Truman nije znao za njega niti za razvoj oružja (Truman nije bio obavešten sve dok nije postao predsednik). Krug špijuna koji su delovali u okviru projekta Menhetn, (uključujući Klausa Fuksa i Teodora Hola) je podrobno informisao Staljina o američkom napretku. Oni su Sovjetima dali detaljne nacrte implozivne bombe i hidrogenske bombe. Fuksovo hapšenje 1950. dovelo je do hapšenja mnogih drugih osumnjičenih za ruske špijune, uključujući Harija Golda, Dejvida Gringlasa i Etel i Džulijusa Rozenberga; potonjim dvoje suđeno je i pogubljeni su zbog špijunaže 1951. godine.
U avgustu 1945. godine, po Trumanovom naređenju, dve atomske bombe su bačene na japanske gradove. Prva bomba su bacili na Hirošimu, a drugu bombu na Nagasaki bombarderi B-29 po imenu Enola Gej i Bokskar.
Ubrzo po završetku Drugog svetskog rata 1945. osnovane su Ujedinjene nacije. Tokom prve Generalne skupštine Ujedinjenih nacija u Londonu u januaru 1946. razgovaralo se o budućnosti nuklearnog oružja i osnovana je Komisiju Ujedinjenih nacija za atomsku energiju. Cilj ove organizacije je bio da se eliminiše upotreba svih nuklearnih oružja. Sjedinjene Države su predstavile svoje rešenje koje je nazvano Baruhov plan. Ovaj plan je predložio da postoji međunarodna vlast koja kontroliše sve opasne atomske aktivnosti. Sovjetski Savez se nije složio sa ovim predlogom i odbio ga je. Predlog Sovjeta je uključivao univerzalno nuklearno razoružanje. UN su odbile i američke i sovjetske predloge.

## Literatura
- Boughton, G. J. (1974). Journal of Interamerican Studies and World Affairs (16th ed.). Miami, United States of America: Center for Latin American Studies at the University of Miami.
- Brown, A. Reform, Coup and Collapse: The End of the Soviet State. BBC History. Retrieved November 22, 2012
- Cold War: A Brief History. (n.d.). Atomic Archive. Retrieved November 16, 2012
- Doty, P., Carnesale, A., & Nacht, M. (1976, October). The Race to Control Nuclear Arms.
- Jones, R. W. (1998). Pakistan's Nuclear Posture: Arms Race Instabilities in South Asia.
- Joyce, A., Bates Graber, R., Hoffman, T. J., Paul Shaw, R., & Wong, Y. (1989, February). The Nuclear Arms Race: An Evolutionary Perspective.
- Maloney, S. M. (2007). Learning to love the bomb: Canada's nuclear weapons during the Cold War. Washington, D.C: Potomac Books.
- May, E. R. (n.d.). John F Kennedy and the Cuban Missile Crisis. BBC History. Retrieved November 22, 2012
- Van, C. M. (1993). Nuclear proliferation and the future of conflict. New York, United States: Free Press.
- "Presidency in the Nuclear Age" Архивирано на веб-сајту  (18. јун 2013), conference and forum at the JFK Library, Boston, October 12, 2009. Four panels: "The Race to Build the Bomb and the Decision to Use It", "Cuban Missile Crisis and the First Nuclear Test Ban Treaty", "The Cold War and the Nuclear Arms Race", and "Nuclear Weapons, Terrorism, and the Presidency".

## Spoljašnje veze
- Erik Ringmar, "The Recognition Game: Soviet Russia Against the West," Cooperation & Conflict, 37:2, 2002. pp. 115–36. – the arms race between the superpowers explained through the concept of recognition.
- Annotated bibliography on the nuclear arms race from the Alsos Digital Library for Nuclear Issues